# Frederick Leathers
Frederick James Leathers, 1er vicomte Leathers, (21 novembre 1883 - 19 mars 1965) est un industriel britannique et un homme politique.

## Biographie
Il quitte l'école en 1898 à l'âge de 15 ans pour travailler avec la Steamship Owners Coal Association (fusionnée plus tard avec William Cory &amp; Son), devenant directeur général en 1916. Il s’occupe aussi des autres sociétés traitant du charbon ou des services de transport maritime. Il sert dans la direction des lignes Pacifique et Orient, où il attire l'attention de Winston Churchill, directeur à partir de 1931.
Il est conseiller du ministère de la Marine de 1914 à 1918 et de 1940 à 1941, et ministre des Transports de guerre en 1941 pendant la durée de la Seconde Guerre mondiale, sur la nomination et la forte recommandation de Churchill, qui, ce faisant, l'élève à la pairie.
Il assiste aux conférences de Casablanca, de Washington, de Québec et du Caire en 1943. Il négocie le prêt-bail de navires américains à la Grande-Bretagne. Il accompagne le Premier ministre Winston Churchill aux conférences de Yalta et de Potsdam.
Il est ensuite ministre de la Coordination des transports, du carburant et de l'électricité de 1951 à 1953. Il est élevé à la pairie en tant que baron Leathers, de Purfleet dans le comté d'Essex, en 1941, et nommé compagnon d'honneur en 1943. Il est créé vicomte Leathers, de Purfleet dans le comté d'Essex, en 1954.